# Tejado acampanado

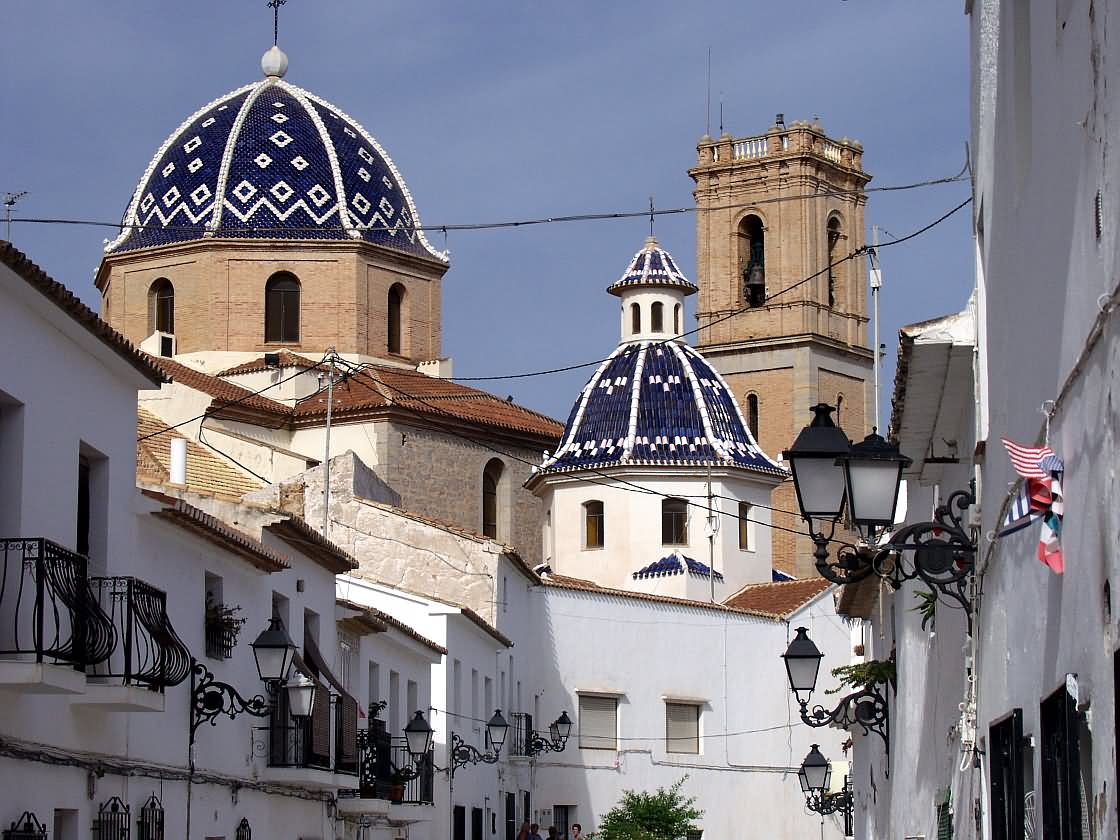
Tejados acampanados de la Iglesia de la Consolación, en Altea (España)

Un tejado acampanado (también de campana o conopial, según la denominación del arquitecto renacentista francés Philibert de l'Orme) es un tipo de cubierta cuya forma se asemeja a la de una campana. Su base puede ser redonda, cuadrada o de múltiples lados. Un elemento de aspecto similar que a veces se agrega a otras formas de cubierta son los aleros dentados o acampanados. Todos estos elementos de distinta pendiente o de curvatura variable se asemejan a la forma común del fondo de una campana.

## Galería

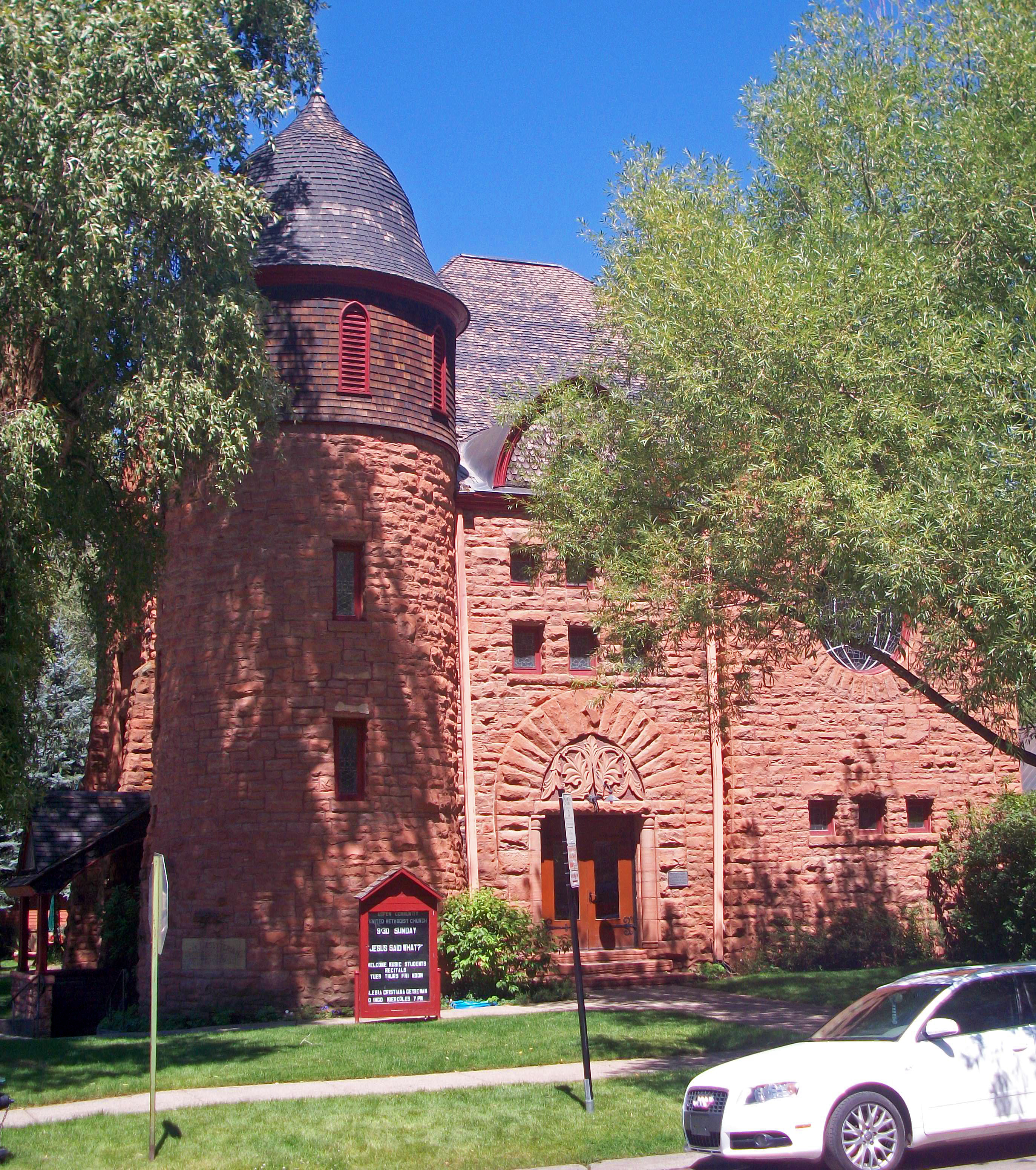
Un clásico techo de campana sobre una torre redonda de la Iglesia Comunitaria de Aspen (EE.UU.)
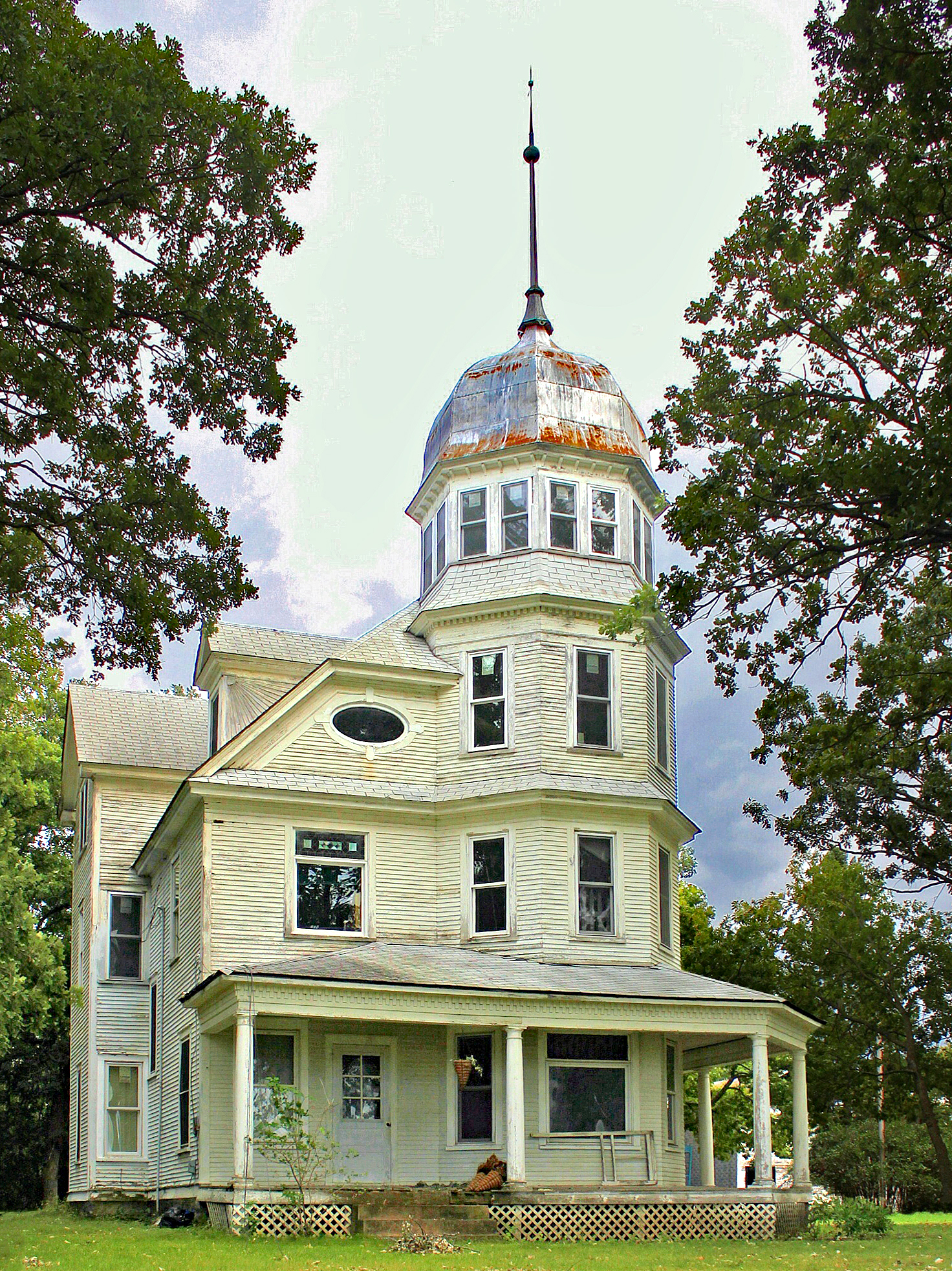
Un tejado de metal acampanado en la Casa Almond A. White (EE.UU.)
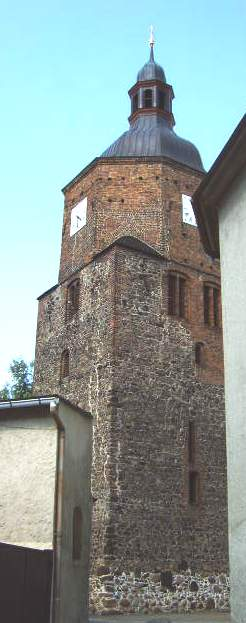
Un techo acampanado de varios lados en la torre de una iglesia de dos naves (Alemania)
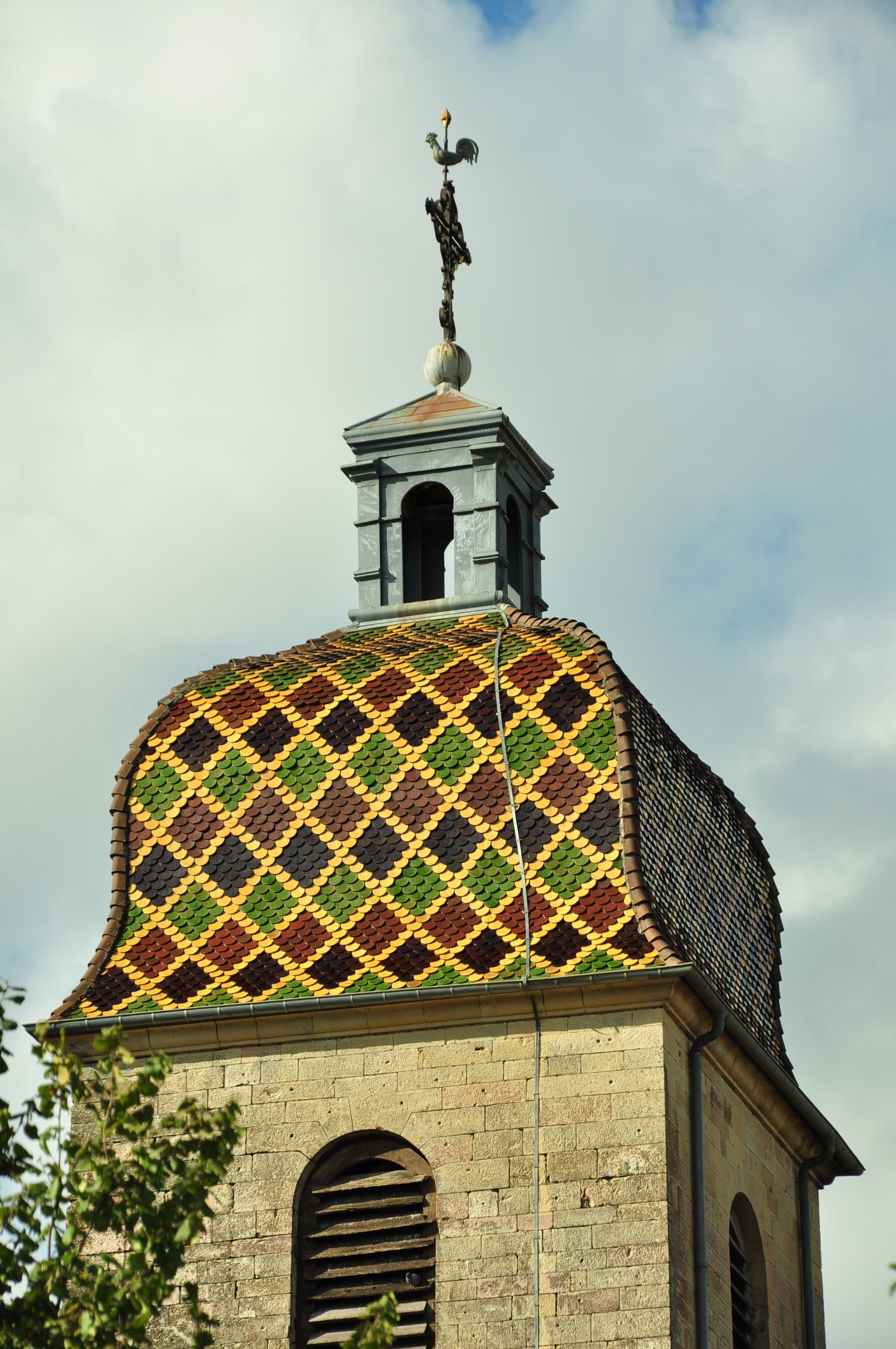
Un techo de campana cuadrado (Francia)
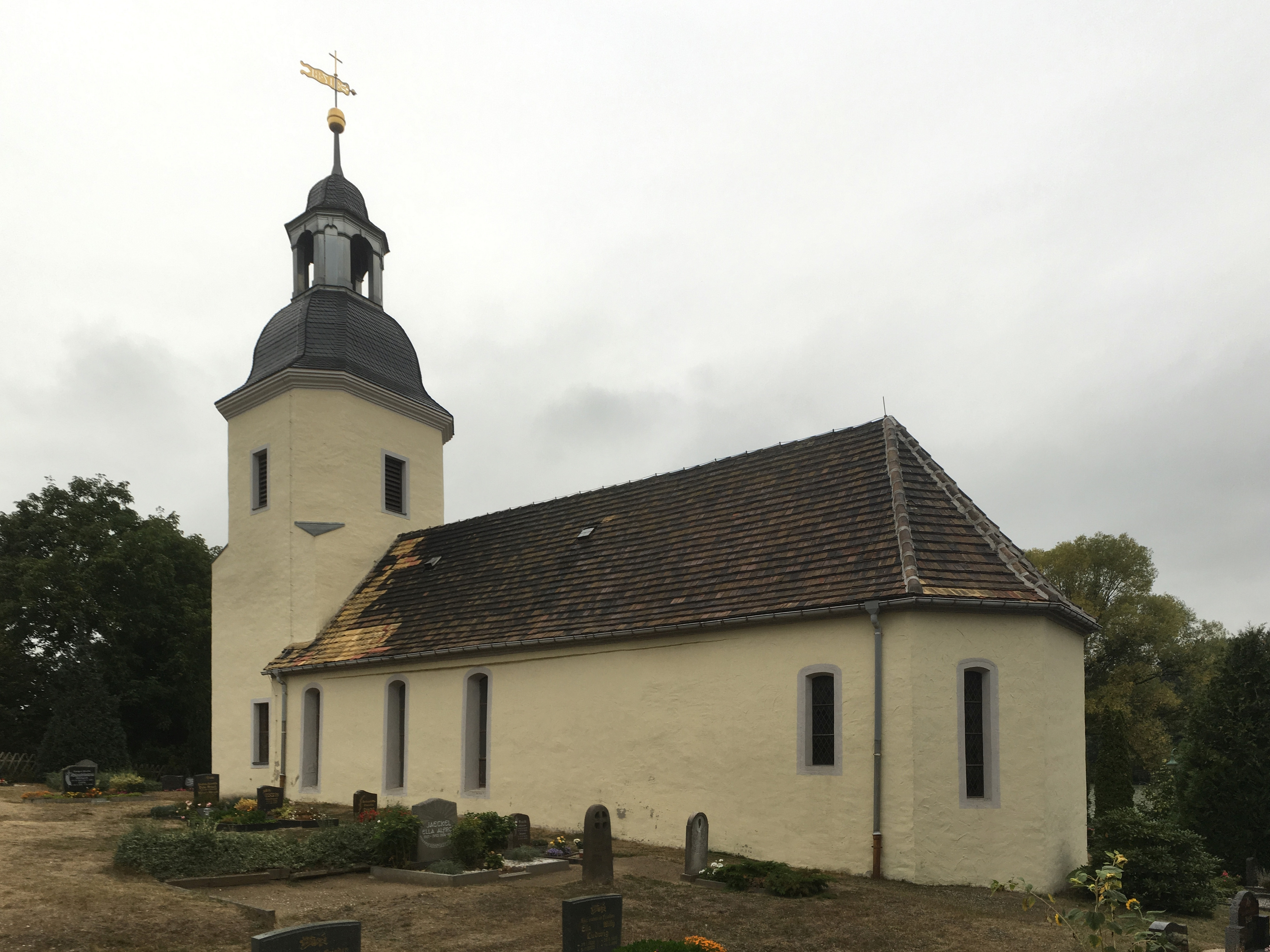
Tejado acampanado en la torre de una iglesia de Dahlenberg (Alemania)
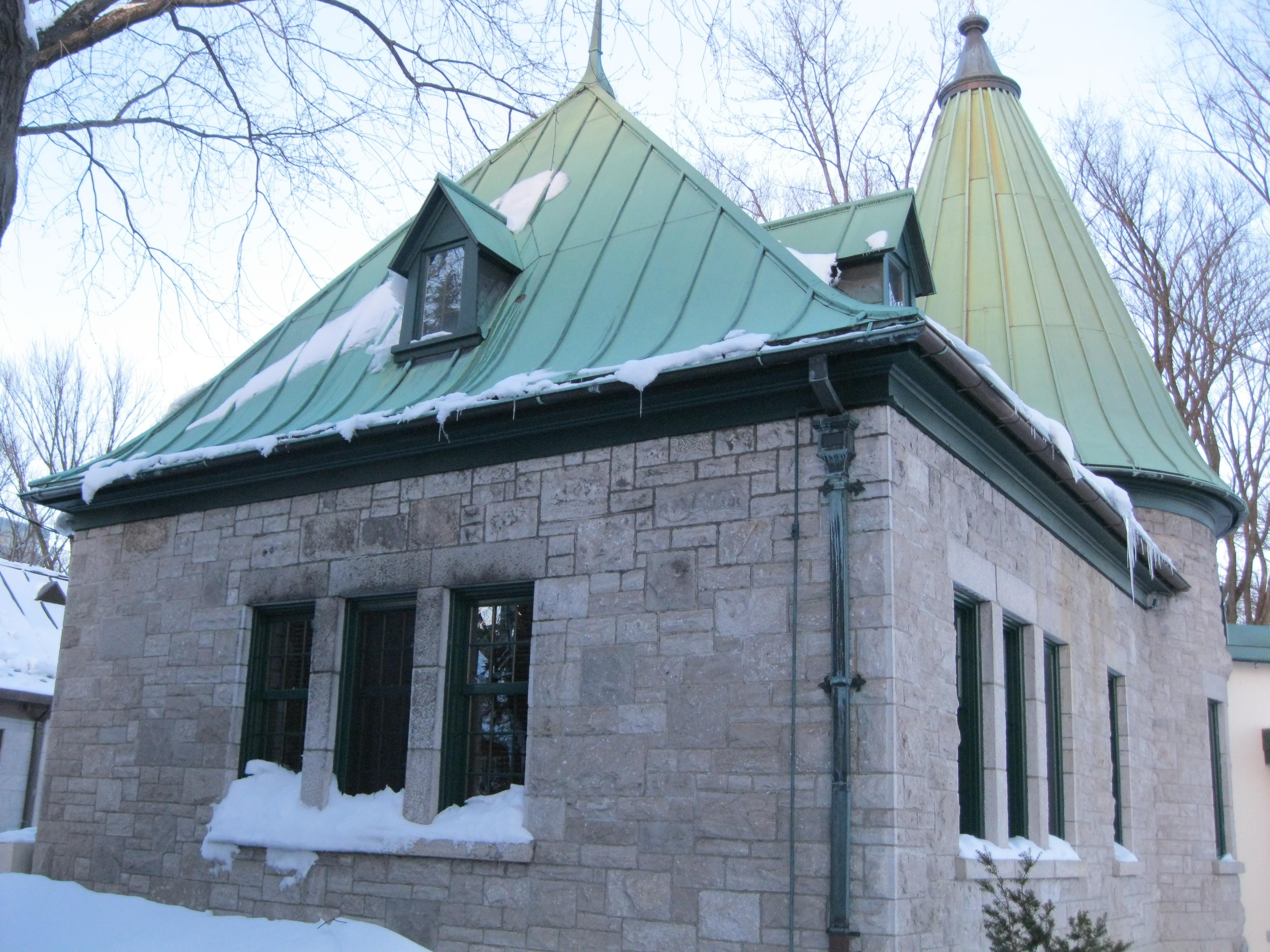
Tejados con aleros de campana (pero no tejados acampanados)